# El Villaró de Miravé
El Villaró de Miravé és una masia situada al municipi d'Olius, a la comarca catalana del Solsonès.